# Szarubobo

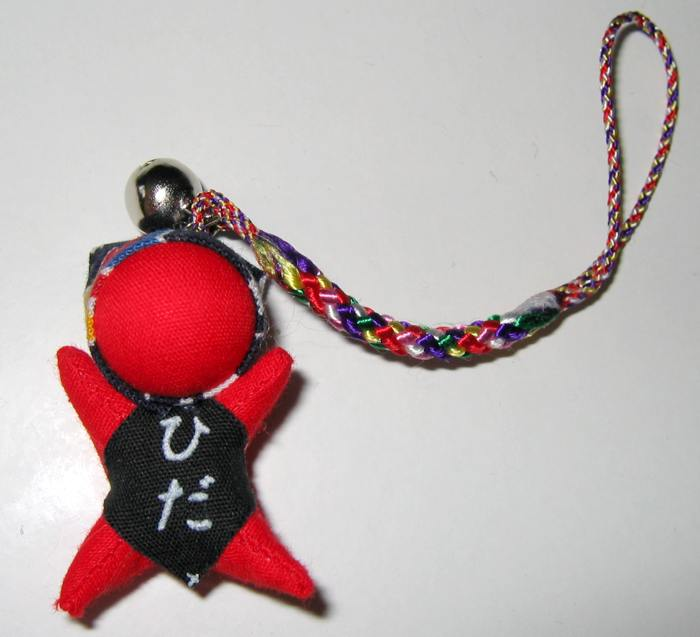
Mobiltelefonra lógatható szarubobo

A szarubobo (さるぼぼ; Hepburn: sarubobo) a Gifu prefektúrabeli Takajama városához kötődő japán amulett. A szarubobók emberalakú, ám arc nélküli, különböző méretekben készített piros babák. Hagyományosan a nagyanyák varrták unokáiknak, leányaiknak a jó házasságért, gyermekáldásért és komplikációmentes szülésért.

## Etimológia
A szarubobo szó szerinti jelentése „majombaba”, a szaru, ’majom’ és a bobo, takajamai nyelvjárásban ’baba’ szavak összetétele.
Különböző okai vannak, miért így hívják ezt a babát. Három kívánsággal van összefüggésben:
- védelem a gonosz szellemek és a betegségek ellen[2] – a szaru másik jelentése ’távozik’, ebben az értelmezésben a rossz dolgok „távoznak, távol maradnak” az amulett viselőjétől;[1]
- örömteli otthon, jó párkapcsolat;
- komplikációmentes szülés – a japán hitvilágban a majmokat a könnyű szüléssel asszociálják.[2][1]

## Története
A babák története az Edo-korba (1603–1868) nyúlik vissza. A szarubobók arcának pirossága a majomkölykök pirosas fejére emlékeztet. Különböző elképzelések vannak arra, miért nincsenek arcvonásaik. Az egyik szerint a szarubobók maradék ruhaanyagból készültek, és nem volt igény az arc megformázására. Egy másik elképzelés szerint az arctalanság azt a célt szolgálja, hogy az amulett tulajdonosa a saját hangulatát rávetíthesse a babára. Ehhez kötődik az a magyarázat is, hogy a második világháború vészterhes ideiben készítettek az anyák hangulatot nem tükröző babákat. A takajamai Hida Kokubundzsi buddhista szentélybe a helyi szokás szerint vissza kell vinni a szarubobót, miután teljesítette célját.
Manapság a szarubobók népszerű ajándéktárgyak Takajamában, különböző színben és méretben kaphatóak. Az egyes színeknek megvan a maguk szimbolikája, az élet különböző területein hoznak szerencsét:
- piros: házasságban és gyermekáldásban,
- kék: tanulásban és munkában,
- rózsaszín: szerelemben,
- zöld: egészségben,
- sárga: anyagi ügyekben,
- fekete: a balszerencse ellen.

## Fordítás
- Ez a szócikk részben vagy egészben  a   Sarubobo című angol Wikipédia-szócikk ezen változatának fordításán alapul.  Az eredeti cikk szerkesztőit annak laptörténete sorolja fel. Ez a jelzés csupán a megfogalmazás eredetét és a szerzői jogokat jelzi, nem szolgál a cikkben szereplő információk forrásmegjelöléseként.